# Pedro Pablo Peña
Pedro Pablo Peña (ur. 29 czerwca 1864 w Asunción, zm. 29 lipca 1943 w Asunción) – paragwajski polityk, prezydent Paragwaju od 28 lutego do 22 marca 1912.